# Dâmbovicioara (gmina)
Dâmbovicioara – gmina w Rumunii, w okręgu Ardżesz. Obejmuje miejscowości Ciocanu, Dâmbovicioara i Podu Dâmboviței. W 2011 roku liczyła 943 mieszkańców.